# Karl Nicklaus
Karl Nicklaus (* 4. Juni 1937 in Weinfelden, Thurgau) ist ein Schweizer Ingenieur und Unternehmer.

## Leben
Nicklaus ist als Sohn eines Schneidermeisters im Thurgau aufgewachsen. Früh hatte er Freude an elektronischen Geräten, welche er nach Möglichkeit reparierte. Er absolvierte eine Lehre als Elektromechaniker und bildete sich zum Elektroingenieur aus. Eine erste Anstellung brachte ihn nach Neuenburg zur FAVAG SA, einer Tochtergesellschaft der Hasler AG in Bern. FAVAG stellte damals vor allem Relais für Telefonzentralen her. Dort entwickelte 1966 Nicklaus Geräte für die Halbleiterherstellung und dann labormässig erste Halbleiterschaltungen. FAVAG stellte in der Folge auf die Herstellung von Halbleiterschaltungen und später elektromechanische Bauteile wie Dual-Inline-Gehäuse für ICs um. Nicklaus wechselte 1968 zur Schweizer Vertretung von Kulicke & Soffa (K&S) in der Stadt Zug. Das US-Unternehmen K&S lieferte Drahtbonding-Maschinen an die Halbleiterindustrie. K&S schloss die Niederlassung in Zug kurze Zeit nachher.
Daraufhin gründete Nicklaus zusammen mit einem Partner bereits 1968 das European Semiconductor Equipment Center (ESEC) in Zug. Anfänglich wurden Betriebsmittel von US-Herstellern an die europäische Halbleiterindustrie verkauft. Es folgten Eigenentwicklungen, welche nach Anfangsschwierigkeiten Esec zu einem bedeutenden Hersteller von Bond-Maschinen mit weltweitem Absatz machten. Von 1978 bis 1983 war Nicklaus Alleinbesitzer von Esec. 1983 kaufte sich Branco Weiss, ein anderer Schweizer Hightech-Investor, mit einem Kapitalanteil von 40 % als Partner ein, stieg aber 1992 wieder aus. 1994 wurde Esec an der Schweizer-Börse kotiert. Das Unternehmen wuchs auch dank neuer Produkte und machte 1997 einen Umsatz von 479 Millionen Schweizer Franken. Innerhalb von 6 Jahren konnten 1000 zusätzliche Stellen geschaffen werden. Im Jahr 2000 verkaufte Nicklaus die Kapital- und Stimmenmehrheit von Esec an die Oerlikon-Bührle Holding und wurde so zu einem der reichsten Schweizer.
Schon 1996 kaufte Nicklaus eine Mehrheitsbeteiligung an der Rolic AG, einem Forschungsunternehmen hervorgegangen aus dem Flüssigkristallanzeigen-Geschäft von Hoffmann-La Roche AG in Basel. 2017 verkaufte Nicklaus Rolic an BASF, um dank der internationalen Organisation von BASF die Kunden in Asien besser bedienen zu können. 
Weitere Investitionen in Schweizer Technologieunternehmen folgten. Anlässlich der Verleihung der Ehrendoktorwürde durch die Universität Basel stand in der Laudatio, dass Nicklaus ein Pionier des Technologiestandortes Schweiz und zudem ein visionärer Unternehmer sei.
Zu seinen weitern Beteiligungen gehören die Interglass Technology AG und Wear-Lite AG für Kunststoffbrillengläser, Kirsten Soldering AG für elektromagnetische Wellenlötmaschinen, Aston Foods International AG für Vakuumkühlanlagen der Backindustrie sowie Stoppani AG von 1996 bis 2018 für anspruchsvolle Hochtechnologie-Auftragsentwicklung und Fertigung.
Das Wirtschaftsmagazin Bilanz schätzt sein Vermögen auf 600–700 Millionen Franken.

## Ehrungen
- European SEMI Award, 1998[11]
- Ehrendoktortitel (Dr. h. c.) der Philosophisch-Naturwissenschaftlichen Fakultät der Universität Basel, 2012.[4]